# بيت فخر الدين (شبام كوكبان)

تعديل مصدري - تعديل

بيت فخر الدين هي إحدى قرى عزلة ضلاع الأعلى بمديرية شبام كوكبان التابعة لمحافظة المحويت، بلغ تعداد سكانها 408 نسمة حسب تعداد اليمن لعام 2004.